# Das geheime Zimmer
Das geheime Zimmer ist ein deutscher Spielfilm aus dem Jahr 2010 nach einem Original-Drehbuch von René Sydow und Daniel Hedfeld, die auch Regie führten. Produziert wurde der Film von Christian Müller-Espey und dem Kulturzentrum Lichtburg e. V. Die drei erwachsenen Hauptrollen wurden mit Joachim Kappl, Heinz W. Krückeberg und Kathrin Hildebrand besetzt.

## Handlung
Anlässlich der Beerdigung ihrer Großmutter reist die 14-jährige Anna-Lena mit ihrem Vater Friedrich von Berlin nach Wetter (Ruhr). Bei der Ankunft lernt sie den gleichaltrigen Julian und Lutz, Sohn der Jugendfreundin ihres Vaters, Ulrike, bei der sie übernachten, kennen. Als die Kinder im verlassenen Haus der verstorbenen Großmutter ein geheimes Zimmer entdecken, begeben sie sich auf Spurensuche in die Zeit des Zweiten Weltkrieges. Sie vermuten, dass die Großmutter jemanden dort versteckt gehalten hatte. Im Verlauf des Films erkennen sie, dass Anna-Lenas und Lutz’ Familiengeschichte eng miteinander verwoben ist und auch Lutz’ Großvater Rudolf darin involviert ist.

## Kritiken
„Das geheime Zimmer arbeitet das Schicksal eines Zwangsarbeiters in den 40-er Jahren in Wetter an der Ruhr auf. Verknüpft mit einer Art Detektivgeschichte entsteht ein fesselnder Streifen, der aus der Überblendung von „Heute“ und „Damals“ seine Kraft schöpft.“

## Hintergrund
- Der historisch angelegte Film basiert auf einer Idee von Daniel Hedfeld und René Sydow.
- Das Filmprojekt erfolgte im Rahmen einer Konzeptförderung des Landes NRW für Ruhr.2010, die dem Kulturzentrum Lichtburg ermöglicht, innerhalb von 3 Jahren neue Angebote der Sparten Kamera, Theater und Musik (KTM³) für junge Menschen zu erproben und auszubauen.
- Den Titelsong schrieb Christian Buddi Salihin aus Wetter, der das Freestyle-Rap-Finale in Leipzig gewonnen hatte.
- Die Uraufführung erfolgte am 18. November 2010 in der Lichtburg in Wetter im Rahmen der Local Heroes Woche.
- Gedreht wurde überwiegend in der Stadt Wetter (Ruhr) im Ennepe-Ruhr-Kreis